# 鶴見岳

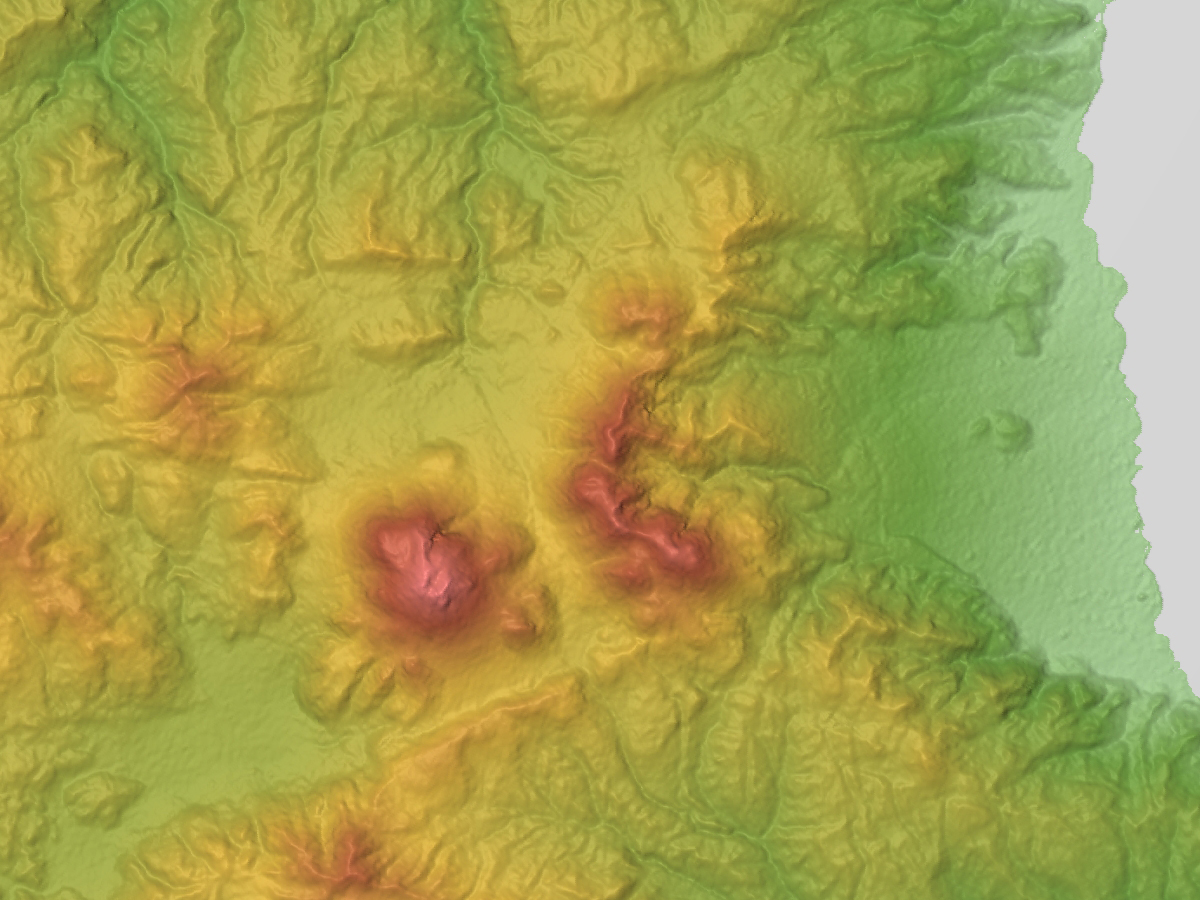
由布岳(左)と鶴見岳(右)周辺の地形図

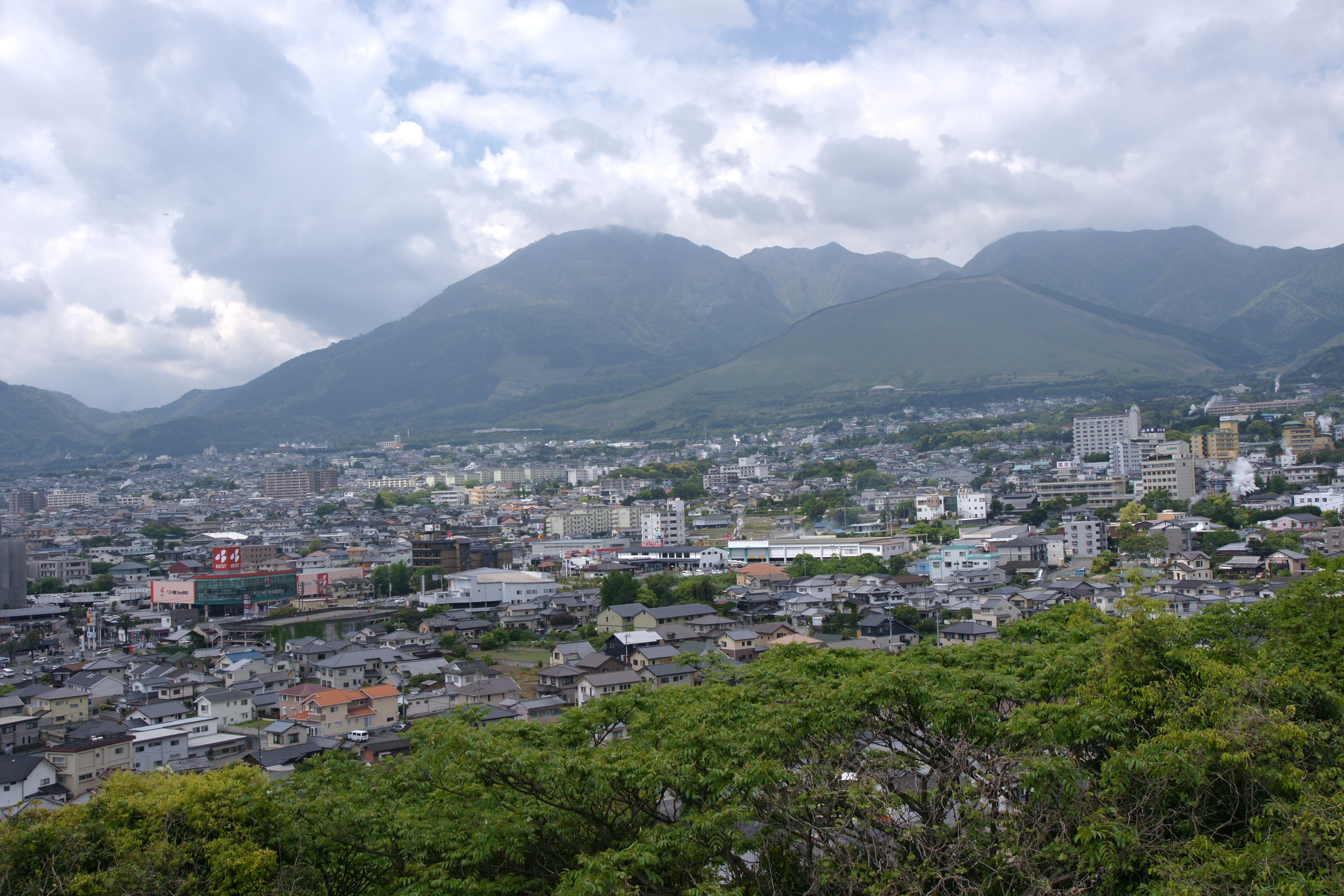
鶴見岳（左側）

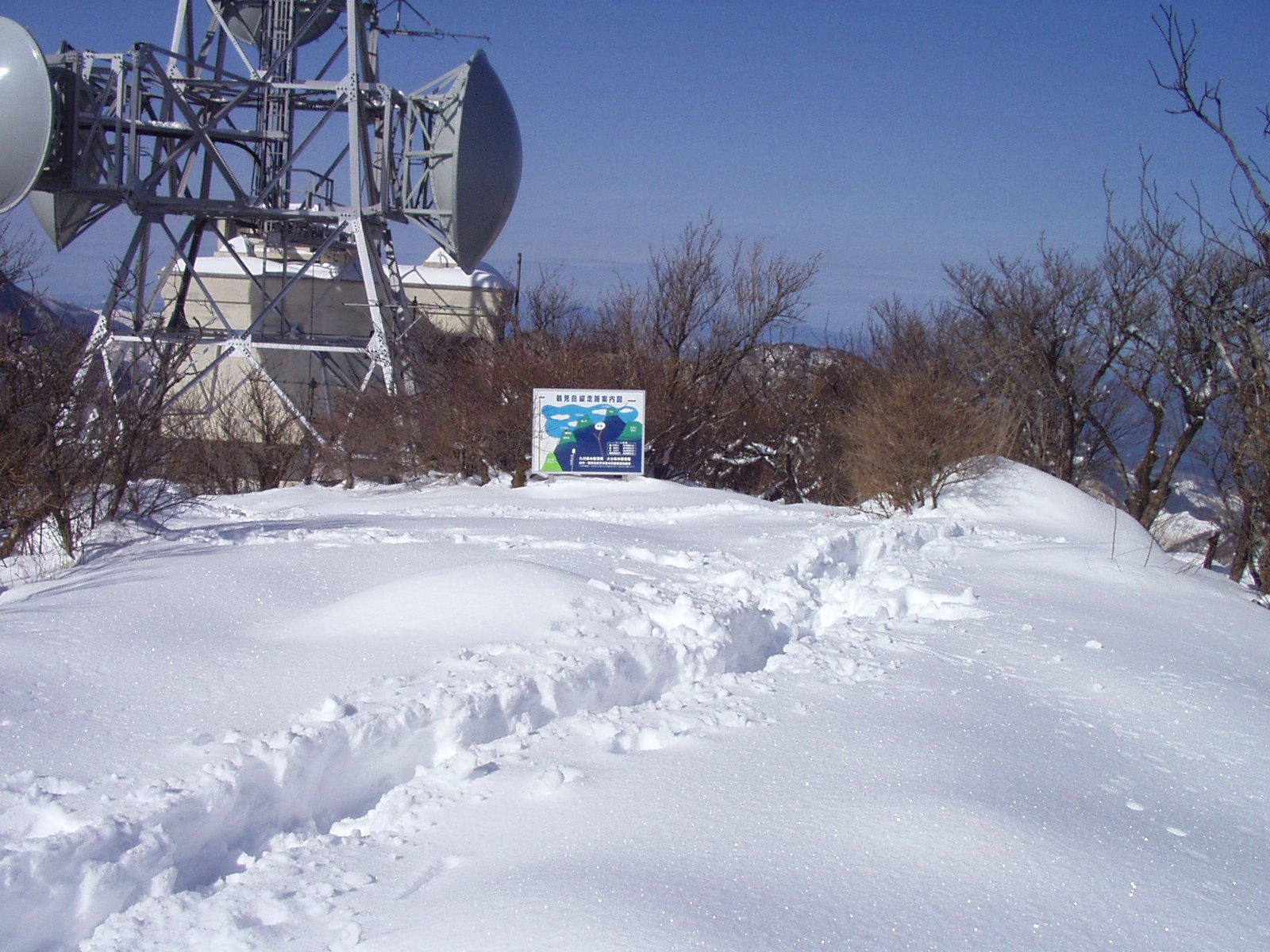
鶴見岳山頂

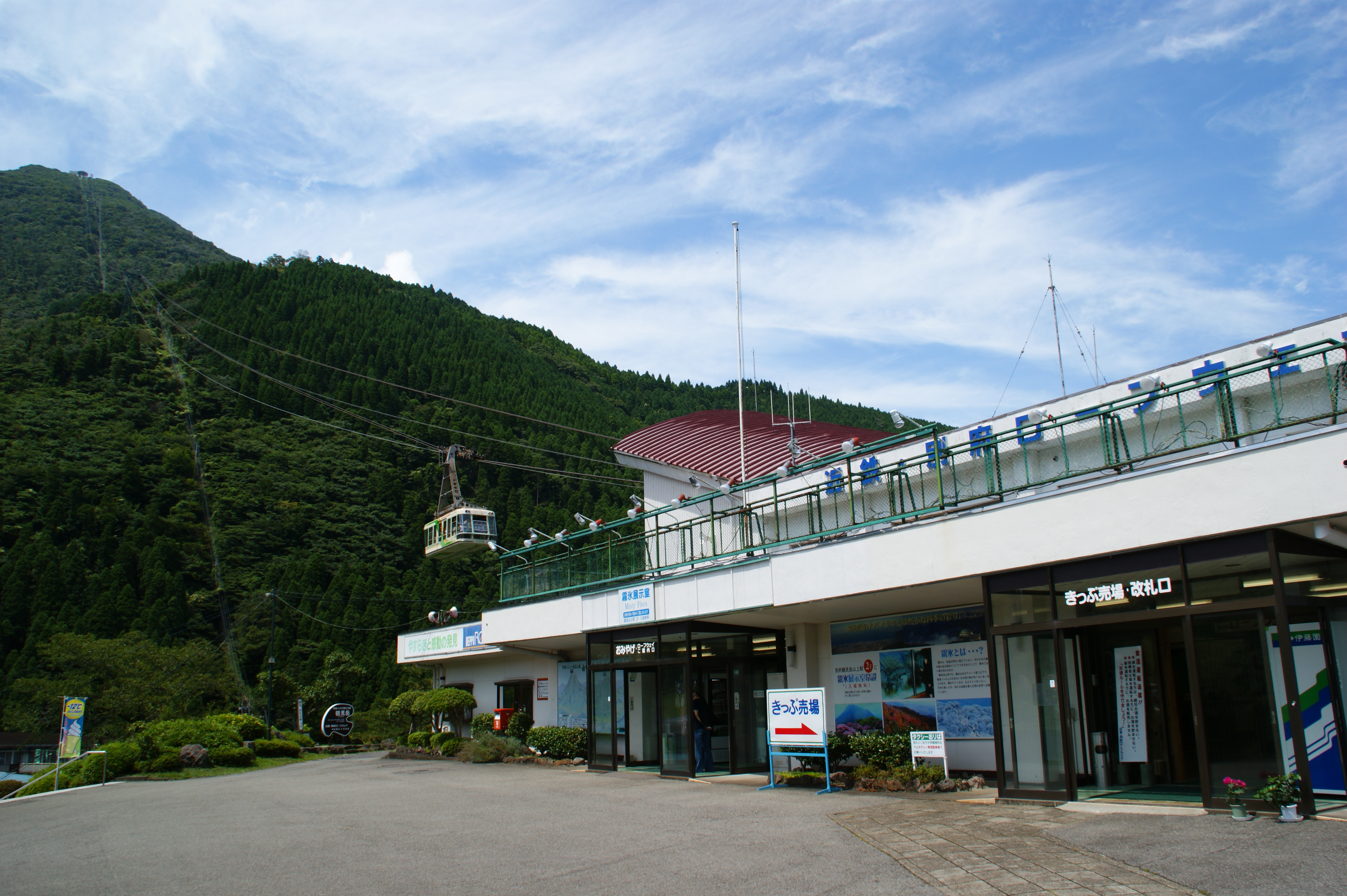
鶴見岳と別府ロープウェイ

鶴見岳（つるみだけ）は、大分県別府市にある活火山。標高は1,375m。日本三百名山のひとつ。東側山麓の扇状地には別府温泉（別府八湯）が広がる。

## 概要
鶴見岳は阿蘇くじゅう国立公園に指定されており、別府湾からは後方の由布岳と並ぶ美しい姿を見ることができる。初夏のミヤマキリシマ、秋の紅葉、冬の霧氷等の自然に恵まれている。
山頂へは、別府ロープウェイが中腹の別府高原駅（標高503m）から山頂の鶴見山上駅（標高1,300m）まで通じており、10分足らずで登ることができる。山頂からは、東方に別府市街や別府湾、南方に城島高原を見おろし、すぐ西側には由布岳、遠方には九重山を望む。晴れた日には東方に四国を遠望することができる。また、山頂には火男火売神社（通称、御嶽権現）奥院の石祠や鶴見七福神が祭られている。
日本最大の温泉都市別府の源である鶴見岳には、古代より山麓に温泉があることは広く知られていたが、活発な噴火活動で荒地や沼地になっており、整備されていなかった。『豊後国風土記』や『万葉集』には、現在の柴石温泉の血の池地獄にあたる「赤湯の泉」や、鉄輪温泉の地獄地帯にあたる「玖倍理（くべり）湯の井」等についての記載がある。『伊予国風土記』逸文には、大国主命が鶴見山麓から湧く「速見の湯」を海底に管を通して道後温泉へと導き、少彦名命の病を癒したという神話が記載されている。771年（宝亀2年）に創祀されたとされる火男火売神社は、神体山である鶴見岳の2つの山頂を火之加具土命、火焼速女命（ひやきはやめのみこと）の男女二柱の神として祀っており、別府八湯の守り神として信仰を集めている。府内大橋から眺めると由布岳と鶴見岳が並び稜線が透けたように見える。これは一番手前にある小鹿山の稜線が由布岳と鶴見岳の稜線に偶然にも合致しているためである。
立地のよさから、各放送局の施設や警察庁の通信施設、県防災行政無線などの中継所が設置されており、また、大分県デジタルネットワークセンターの区域外再放送の受信施設を設置、北九州局（デジタル・アナログ）と久留米局（アナログ）の電波を受信し、大分県のケーブルテレビ局に配信する。

## 噴火活動
約9万年前に由布岳とほぼ同時期に火山活動を開始した火山で、主な岩石は安山岩及びデイサイトとなっている。鶴見岳は南北約5kmにわたる溶岩ドーム群の南端に位置しており、北端には伽藍岳が位置している。2003年に気象庁の見直しによって、活火山として認識すべき範囲が拡大され、気象庁指定の火山としては伽藍岳を加えて鶴見岳・伽藍岳と呼ばれるようになった。
- 10,600-7,300年前の間に鶴見岳山頂で噴火が発生し溶岩流を形成。
- 1,900年前に鶴見岳山頂付近でブルカノ式噴火が発生し、火山灰が鶴見岳の南側斜面に堆積した。
- 771年（宝亀3年）7月9日、伽藍岳で水蒸気噴火が発生。泥流によって死傷者多数、家屋損壊した。
- 849年（嘉祥2年）頃に山頂北側で水蒸気噴火をした記録がある。
- 867年(貞観9年)2月28日、伽藍岳で水蒸気噴火が発生。青泥池、黒池、赤池が震動し硫黄臭が遍満する。さらに噴火し、沙泥が数里四方に積もる。泉が沸騰し、川となって山麓の道路を塞ぎ、川に至って魚数千万が死ぬ[2]。
- 1949年（昭和24年）2月、鶴見岳山頂の北西約500m、標高1,100m付近で面積約30m2の楕円形内の多数の噴気孔から高さ約10mの白色噴気が上がる。
- 1974年（昭和49年）12月、1949年と同じ場所から150m程度の噴気があり、以後2017年現在まで噴気が継続している。気象庁により鶴見岳地獄谷赤池噴気孔と命名されている[3]。
- 1995年7月、伽藍岳の珪石採掘場に泥火山が形成され、同年11月には高さ1m、直径10×7m、深さ4mの楕円状の泥火山となった[4]。周囲には噴気帯が広がっており、2017年現在まで活動が継続している。

## イベント
鶴見岳大寒がまん大会
例年1月には、山頂で鶴見岳大寒がまん大会が開催され、氷のイスに座ってかき氷を早食いする「かき氷早食い競争」や「そーめん早喰い競争」、氷のバケツに手を浸してから針に糸を通す早さを競う「地獄の針仕事」、素手で氷柱に抱きついて耐久時間を争う「氷柱しがみつき競争」等が行われる。
べっぷ鶴見岳一気登山大会
例年4月の第2日曜日には、日本で唯一、海抜0mから標高1,375mの山頂までの約12kmの道のりを幹線自動車道を通らずに登山するべっぷ鶴見岳一気登山大会が開催される。受付は2月上旬から3月中旬の間に行われる。1988年から始まり、年々参加者が増え、2012年の25回大会では3,525名が参加した。
コースは下記のとおり。
- いだてん天狗タイムレース：山頂までのタイムを競う過酷なレース
- のびのびさくらウォーク：山頂までのゆっくりのんびり歩く登山コース
- GO.GO.GO.ハーフウォーク：ふもとまでのんびりと歩く健康歩きコース